# Svartgrynnan, Vasa och Malax
Svartgrynnan är en ö i Finland. Den ligger i Norra kvarken och i landskapet Österbotten, i den västra delen av landet. Ön ligger omkring 19 kilometer sydväst om Vasa och omkring 370 kilometer nordväst om Helsingfors.
Öns area är 0,7 hektar och dess största längd är 130 meter i nord-sydlig riktning. Ön delas mellan kommunerna Malax och Vasa.